# Kapj el, ha tudsz
A Kapj el, ha tudsz (eredeti cím: Catch Me If You Can) 2002-ben bemutatott amerikai életrajzi film Leonardo DiCaprio és Tom Hanks főszereplésével, Steven Spielberg rendezésében.
Ifjabb Frank William Abagnale 16 évesen elszökött otthonról, majd dolgozott a Pan American Airlines másodpilótájaként, gyermekorvosként praktizált Georgiában és ügyvédként Louisianában. Profi csekkhamisító és szélhámos volt. Több millió dollárt szedett össze mindössze 19 éves koráig. Elfogása után az FBI csekkhamisítási részlege alkalmazta. Napjainkban vezető pénzintézetek biztonsági szakértőjeként dolgozik.

## Cselekmény
1963-ban a tinédzser ifj. Frank Abagnale New Yorkban él szüleivel, idősebb Frank Abagnale-lel és anyjával, Paulával. Mikor egy nap apja nem kap kölcsönt a Chase Manhattan Banktól adótartozása miatt, a család kénytelen kisebb otthonba költözni tágas, nagy házukból. Paula titkos viszonyba kezd férje barátjával, Jackkel, miközben Frank beiratkozik a francia nyelvű osztályba, ahol egy ideig a helyettesítő tanárnak adja ki magát. Szülei házassága végképp megromlik, a válás után Frank elmenekül otthonról, majd amikor elfogy a pénze, csekkeket kezd el hamisítani. A PanAm másodpilótájának adja ki magát és összesen mintegy 2,8 millió dollárt csal el.
Eközben Carl Hanratty, az FBI banki csalásokra szakosodott ügynöke, elkezd Frank után nyomozni. Carl tetten is éri Franket egy szállodában, Los Angelesben, azonban Frank a titkosszolgálat munkatársának adja ki magát és megszökik Carl elől. Az FBI nyomozója későn jön rá arra, hogy becsapták.
Frank karácsonykor felhívja Carlt, hogy bocsánatot kérjen tőle. Ő elutasítja a bocsánatkérést és megígéri Franknek, hogy hamarosan el fogja kapni, miközben kineveti a fiút, hogy csak azért őt hívta karácsonykor, mert nincs más, akinek telefonálhatna. Carl a nyomozás során rájön, hogy a Barry Allen név, amit Frank Los Angelesben használt, az egy képregényből származik és hogy akit keresnek, az feltehetőleg még kiskorú.
Eközben Frank orvosnak adja ki magát, és dr. Frank Conners álnéven helyezkedik el egy klinikán, ahol beleszeret Brendába, az ott dolgozó asszisztensbe. Megkéri a lány kezét, akinek az apja neves ügyvéd. Frank a Louisiana Állami Ügyvédi Kamara előtt jogi vizsgát tesz. Mindezalatt Carl a nyomára bukkan és Frank kénytelen hátrahagyni életét és menyasszonyát, Brendát, akinek mielőtt elszökik, elárulja az igazi nevét. Megbeszéli a nővel, hogy két nap múlva Miamiban találkoznak, azonban az FBI miatt ez meghiúsul, Frank repülőgéppel Európába szökik.
Hét hónappal később Carl megmutatja főnökének, hogy Frank egész Nyugat-Európában hamisított és engedélyt kér, hogy ő is Európába mehessen. Amikor főnöke megtagadja, Carl eljuttatja Frank csekkjeit a nyomdászokhoz, akik azt állítják, hogy azokat Franciaországban nyomtatták ki. A Frank anyjával való beszélgetés során Carl megjegyezte, hogy Paula annak idején Franciaországban, Montrichard-ban élt, így sejtve, hogy Frank ott bújt el, ő is oda utazik. Mikor rejtekhelyén megtalálja a fiút, letartóztatja és bár a francia rendőrség elszállítja, majd őrizetbe veszi Franket, Carl közbenjárásának köszönhetően később kiadják az Egyesült Államoknak.
A következő jelenetben már azt látható, ahogy Carl és Frank repülnek vissza az Államokba, amikor Carl elmondja Franknek, hogy az apja meghalt. A hírtől megroppanó Frank megszökik a gépről és anyja házához siet, ahol az ablakon át meglesi az új életet kezdő asszonyt annak második férjével és közös kislányukkal, Frank féltestvérével. Ezt követően Frank feladja magát a helyszínre érkező rendőröknek. 12 év börtönre ítélik, Carl pedig időről időre meglátogatja. Egy ilyen alkalommal Carl beszél egy csalóról, aki hamis csekkeket gyárt. Megmutatja az egyik ilyen csekket Franknek, aki egyből felismeri, hogy az nem igazi és részletesen le is írja, miből jött erre rá. Ezután Carl közbenjárására Frank büntetésének hátralevő idejét elengedik, ő pedig Carl munkatársa lesz az FBI banki csalásokra szakosodott osztályán. Egy hétvége alkalmával az új életét unalmasnak találó Frank újból pilótának adva ki magát megpróbál Európába szökni. Carl utoléri a reptéren és elmondja neki, hogy nem tartóztatja le, mert tudja, hétfőre Frank visszatér az Államokba, hisz senki se üldözi, így a menekülésre sincs oka. A következő hétfőn Carl ideges, hogy Frank még nem érkezett meg dolgozni. Végül ha késéssel is, de Frank megérkezik és együtt kezdenek el dolgozni a legújabb hamisítási ügyön.
A záró jelenetben feliratokban olvasható, hogy az igazi Frank William Abignale a film készítésekor 26 éve élt boldog házasságban Középnyugaton az Egyesült Államokban, Carllal pedig továbbra is jó barátok maradtak. Az Egyesült Államok egyik leghíresebb biztonsági szakembere lett, dollármilliókat keres évente és számtalan biztonságtechnikai fejlesztés fűződik a nevéhez.

## Szereplők
| Szerep                          | Színész            | Magyar hang   |
| ------------------------------- | ------------------ | ------------- |
| Frank Abagnale Jr.              | Leonardo DiCaprio  | Hevér Gábor   |
| Carl Hanratty, FBI-ügynök       | Tom Hanks          | Kőszegi Ákos  |
| Frank Abagnale, Sr., Frank apja | Christopher Walken | Végvári Tamás |
| Paula Abagnale, Frank anyja     | Nathalie Baye      | Kovács Nóra   |
| Brenda Strong                   | Amy Adams          | Ruttkay Laura |
| Roger Strong                    | Martin Sheen       | Papp János    |
| Jack Barnes                     | James Brolin       | Kardos Gábor  |
| Carol Strong                    | Nancy Lenehan      | Simon Mari    |
| Earl Amdursky                   | Brian Howe         | Csuja Imre    |
| Tom Fox                         | Frank John Hughes  | Incze József  |
| Witkins                         | Chris Ellis        | Konrád Antal  |
| Cheryl Ann                      | Jennifer Garner    | Madarász Éva  |
| Marci                           | Ellen Pompeo       | Haumann Petra |
| Lucy                            | Elizabeth Banks    |               |

## Háttérinformációk
Habár a film valós eseményekre épít, nem minden felel meg a valóságban történteknek. Frank Abagnale úgy nyilatkozott, hogy Steven Spielberg az egyetlen rendező, aki valósághűen tudja ábrázolni a történteket. Franknek azonban akadt némi ellenvetése a filmmel kapcsolatban. 2001 novemberében megemlítette, hogy sosem találkozott Spielberggel, nem is beszélt vele és a forgatókönyvet sem olvasta, de ezt jobbnak is látta így, valamint tudomásul vette, hogy édesapját jobb fényben tüntetik fel, mint amilyen a valójában volt. Egy interjúban elmondta még, hogy reméli a film szórakoztató, izgalmas és vicces lesz amellett, hogy fontos üzenetet hordoz a gyermekkorról, a családról és a válásról.
A valós életben Frank Abagnale miután megszökött otthonról, soha többet nem találkozott édesapjával. Az, hogy a filmbeli Frank folyamatosan tartja a kapcsolatot apjával, akit szeretne büszkének és elégedettnek látni, Spielberg ötlete volt. Az igazi Frank jónak tartotta a változtatást. Elmondta, hogy habár apjával többet nem találkozott, minden egyes briliáns nap után, amikor sok pénzt sikerült szereznie és csinos nőkkel találkozott, egyedül, a hotelszobában csak apjára és anyjára tudott gondolni és arról fantáziált, hogy szülei újból együtt vannak. Mikor rádöbbent, hogy mindez csak képzelgés, mindig sírás fogta el.
Carl Hanretty FBI ügynök karakterét Joe Shea-ről mintázták. Abagnale könyvében a Sean O'Reily álnevet használta, ugyanis Joe akkoriban még az ügynökség szolgálatában állt. Azóta nyugdíjba vonult. A forgatókönyvben még a Joe Shea nevet használják, a filmben már Carl Hanretty-t. A változtatás oka nem ismert.
A film a szétzilált családok, összetört otthonok és a zavaros gyermekkor témájával foglalkozik. Spielberg szülei tizenéves korában váltak el, így át tudta érezi Frank Abagnale helyzetét. Carl Hanretty ügynök is elvált, lánya a volt feleségével él Chicagóban. Spielberg több filmjében előfordul, hogy a karakterek hasonló helyzetben élnek, így sok néző számára még könnyebben befogadható a történet, mert úgy érzi, van közös benne és a szereplőben, hogy a történet neki szól. Spielberg olyan filmet szeretett volna létrehozni, amiben a néző szimpatizálni és azonosulni tud a szélhámossal. Szerinte Frank Abagnale egy XXI. századi zseni, aki az ártatlan 1960-as években dolgozott, amikor még az emberek bíztak egymásban.
A marketingrészleg, annak érdekében, hogy elkerülje a vitákat, a filmet nem "megtörtént eseménynek alapján" készültnek hirdette.

## A film készítése
A történet megfilmesítésének ötlete az 1980-as évekig nyúlik vissza, de a megvalósításról mindaddig nem lehetett szó, míg 1997-ben Spielberg DreamWorks cége meg nem vásárolta Frank Abagnale önéletrajzi könyvének filmes jogait. Lehetséges rendezőként olyan nevek kerültek szóba, mint Miloš Forman, David Fincher vagy Cameron Crow, végül Steven Spielberg úgy döntött, hogy nem csak a film producere, hanem rendezője is lesz.
A filmes jogokat először Michael Shane producer vásárolta meg a Paramount Pictures számára 1990-ben. 1997-ben Barry Kamp átvette őket, így került a DreamWorks-höz. A forgatókönyvet Jeff Nathanson írta meg. Először David Fincher került szóba a rendezői posztra, de mivel ő a Pánikszoba munkálataival volt elfoglalva, DiCaprio Gore Verbinskivel kezdte meg a tárgyalásokat, akivel 2001 márciusában Steven Spielberg alá is írta a szerződést.
Verbinski James Gandolfinit szerette volna Carl Hanratty, Ed Harrist idősebb Frank Abagnale és Chloë Sevigny-t Brenda Strong szerepére. Lesse Hallström 2001 júliusában elhagyta a produkciót. Őt követte Ed Harris és Chloë Savigny is. Spielberg a DreamWorks társalapítójaként a rendezői feladatokra 2001 augusztusában kötelezte el magát.
A forgatások megkezdését eredetileg 2002 januárjára tervezték, de a dátum február elejére tolódott.
A filmben összesen 147 helyszín jelenik meg. Vettek fel jeleneteket többek között Kaliforniában, Los Angelesben, Burbank-ben, New York-ban és az Ontariói nemzetközi repülőtéren. A rengeteg helyszín ellenére a mozit mindössze 52 nap alatt forgatták le. Leonardo egy interjúban úgy nyilatkozott, hogy a sűrű ütemterv miatt sokszor egy délután három napnak tűnt.
Április 25-30. között a Park Aveneu-n és a Waldorf Astoria Holtel előtt vettek fel jeleneteket. Ezután a produkció Orange-ba és New Jersey-re vonult, onnan pedig vissza Brooklynba, ahol a bírósági és bankbeli részeket forgatták. Az Európában játszódó jeleneteket Québec City-ben vettél fel. A történelmi belváros egy részét úgy alakították át, hogy az tükrözze a francia kisváros, Montrichard hangulatát. A forgatás 2002. május 12-én ért véget, Montréalban.

## Bevételek
A produkció a nyitó hétvégén 30 millió dolláros bevételt könyvelhetett el. A film világszerte nagy sikert aratott a közönségnél és anyagilag is. A Kapj el, ha tudsz volt a tizenegyedik, legnagyobb bevételt hozó film 2002-ben.

## Fogadtatás
A mozit többségében pozitív kritikákkal illették. Leonardo DiCaprio alakítását dicsérték. Habár a mozi a kritikusok szerint nem Spielberg legjobb filmje, az egyik legkönnyedebb és legbarátságosabb. A színészi teljesítmények, az izgalmas operatőri munka és a gyakori helyszínváltások lendületessé, tempóssá és élvezetessé teszik, az amúgy több mint két órás filmet.
A filmkritikusok véleményét összegző Rotten Tomatoes 96%-ra értékelte 193 vélemény alapján.

## Díjak és jelölések

### Elnyert díjak
- BAFTA-díj (2003) – Legjobb férfi mellékszereplő: Christopher Walken
- BMI Film & TV Awards (2003) – BMI Film Music Award – John Williams
- Art Directors Guild (2003) – Excellence in Production Design Award – Feature Film – Contemporary Films: Jeannine Claudia Oppewall (production designer), Sarah Knowles (art director), Peter Rogness (art director), Michele Laliberte (art director), John Warnke (assistant art director), Miguel López-Castillo (assistant art director)
- British Animation Awards (2004) – Best Film/TV Graphics
- Broadcast Film Critics Association Awards (2003) – Critics Choice Award: John Williams (Legjobb zeneszerző) és Steven Spielberg (Legjobb rendező)
- National Society of Film Critics Awards (2003) – NSFC Award – Legjobb férfi mellékszereplő: Christopher Walken
- Screen Actors Guild Awards (2003) – Kiemelkedő férfi mellékszereplő: Christopher Walken
- Teen Choice Award (2003) – Choice Movie Liar: Leonardo DiCaprio

### Jelentősebb jelölések
- BAFTA-díj (2003) – Legjobb adaptált forgatókönyv jelölés: Jeff Nathanson
- BAFTA-díj (2003) – Legjobb jelmeztervezés jelölés: Mary Zophres
- BAFTA-díj (2003) – Legjobb filmzene jelölés: John Williams
- Golden Globe díj (2003) – Legjobb színész – drámai kategória jelölés: Leonardo DiCaprio
- Oscar-díj (2003) – Legjobb férfi mellékszereplő jelölés: Christopher Walken
- Oscar-díj (2003) – Legjobb eredeti filmzene jelölés: John Williams
- Golden Globe díj (2003) – Best Performance by an Actor in a Motion Picture – Drama: Leonardo DiCaprio
- Grammy-díj (2003) – John Williams
- MTV Movie Award (2003) – Best Male Performance: Leonardo DiCaprio

## Musical
A Spielberg-film alapján készült azonos című zenei adaptáció ősbemutatója 2009 júliusában volt a washingtoni Seattle városi The 5th Avenue Theatre-ben, Aaron Tveit és Norbert Leo Butz főszereplésével. A Brodwayn 2011-ben mutatták be. Még ebben az évben 4 kategóriában is jelölték, amik közül FBI-ügynökként Norbert Leo Butz elnyerte a legjobb férfi musical főszereplőnek járó Tony-díjat.
A darab magyarországi ősbemutatója Nyíregyházán, a Móricz Zsigmond Színházban volt Horváth Illés rendezésében.

## Irodalmi alapanyag magyarul
- Frank W. Abagnale–Stan Redding: Kapj el, ha tudsz. A világ legfiatalabb, legpofátlanabb szélhámosának elképesztő, igaz kalandjai; ford. Köbli Norbert; Alexandra, Pécs, 2003